# Sapore (fisica)
In fisica delle particelle il sapore è un insieme di numeri quantici che identificano tipi diversi di quark e leptoni, altrimenti indistinguibili in base ad altre proprietà.
Il sapore rappresenta una simmetria, che nella cromodinamica quantistica è una simmetria globale, detta anche chirale, per la quale i numeri quantici si conservano; nell'interazione elettrodebole è una simmetria di gauge che si manifesta nel processo di cambiamento del sapore.

## Definizione
Se vi sono due o più particelle che hanno interazioni identiche, esse possono essere scambiate tra loro senza violare alcuna legge fisica. Ogni combinazione lineare (complessa) di queste due (o più) particelle ci dà lo stesso risultato fisico, come pure quando sono ortogonali l'una rispetto all'altra. In altre parole, la teoria possiede delle trasformazioni simmetriche tipo {\displaystyle M\left({u \atop d}\right)}, dove {\displaystyle u} e {\displaystyle d} sono due campi ed {\displaystyle M} è ogni matrice {\displaystyle 2\times 2} con determinante pari a uno (detta "unitaria" o "unimodulare"). Queste matrici formano un gruppo di Lie detto SU(2). Questo è un esempio di simmetria di sapore.
Come detto questa simmetria è di tipo globale dal punto di vista dell'interazione forte e di gauge dal punto di vista dell'interazione debole.
Si dice che il termine "sapore" sia stato scelto da Murray Gell-Mann e Harald Fritzsch, ispirati dalla pubblicità dei gelati Baskin-Robbins, che vantava 31 "sapori" (noi diremmo gusti), uno per ogni giorno del mese. Fu dapprima usato nel 1968 nel modello a quark degli adroni per la serie di numeri quantici correlati all'isospin e all'ipercarica.
Per il Modello standard esistono sei varietà diverse di quark (up, down, charm, strange, top e bottom) e tre di leptoni (elettrone, muone, tauone con i rispettivi neutrini) chiamate "sapori".

## Numeri quantici di sapore

### Leptoni
Tutti i leptoni hanno un numero quantico leptonico (L  =  1) di sapore: numero elettronico, numero muonico, numero tauonico ed i corrispondenti numeri per i neutrini. Questi sono conservati nelle interazioni elettromagnetiche ma violati dalle interazioni deboli e di conseguenza non sono di grande utilità. È molto più utile un numero quantico per ogni generazione di leptoni, costituita dalla coppia di un leptone carico e dal relativo neutrino. Un numero quantico così definito viene violato nei fenomeni di oscillazione del neutrino, un processo in cui un neutrino in origine di un dato sapore può assumere un altro sapore. La forza di queste combinazioni è specificata da una matrice chiamata PMNS.
I leptoni hanno anche un isospin debole che è Tz  =  -1/2 per i leptoni carichi (cioè e, μ e τ) e Tz  =  1/2 per i tre neutrini associati. Possiedono inoltre un numero quantico chiamato ipercarica debole, YW, che è -1 per i leptoni carichi e +1 per i neutrini. L'isospin debole e l'ipercarica debole nel modello standard sono scalari.

### Quark
I quark si differenziano dai leptoni per la carica elettrica: i leptoni hanno carica intera (0 o -1) mentre i quark hanno carica +2/3 o -1/3 (gli antiquark hanno invece carica -2/3 o +1/3). Tutti i quark e leptoni hanno spin 1/2 ħ e sono pertanto fermioni.

Come detto esistono un certo numero di varietà diverse di quark chiamati "sapori", elencate in tabella:
| Nome                 | Carica | Massa stimata (MeV)                                       |
| -------------------- | ------ | --------------------------------------------------------- |
| Up (u)               | +2/3   | da 1,7 a 3,3                                              |
| Down (d)             | -1/3   | da 4,1 a 5,8                                              |
| Strange/Sideways (s) | -1/3   | da 80 a 130                                               |
| Charm (c)            | +2/3   | da 1.160 a 1.340                                          |
| Bottom/Beauty (b)    | -1/3   | da 4.150 a 4.220 (schema MS) da 4.620 a 4.680 (schema 1S) |
| Top/Truth (t)        | +2/3   | 171.770 ± 380                                             |

Tutti i quark hanno un numero barionico B  =  1/3. Inoltre hanno un isospin debole Tz  =  ±1/2. Le particelle positive Tz sono anche chiamate quark tipo up mentre le altre sono quark tipo down. Ogni coppia di quark tipo up e tipo down costituiscono una generazione di quark.
I quark hanno i seguenti numeri quantici di sapore:
- Isospin che ha un valore di Iz= 1/2 per i quark tipo up e di Iz= - 1/2 per i quark tipo down.
- Strangeness (S): un numero quantico introdotto da Murray Gell-Mann. L'antiquark strano ha una stranezza +1 ed è un quark tipo down.
- Charm (C) che vale +1 per il quark charm, che è un quark tipo up.
- Bottom (detto anche beauty) B' che è +1 per l'antiquark bottom di tipo down.
- Top (talvolta chiamato truth) T: +1 per il quark top tipo up.

Questi numeri quantici sono utili perché sono conservati sia dalla forza elettromagnetica che da quella forte. Da essi si possono formare i numeri quantici derivati: 
- ipercarica— Y=B+S+C+B'+T e
- carica elettrica— Q=Iz+Y/2.

Un quark di un determinato sapore è un autostato (dal tedesco eigenstate: letteralmente "stato proprio") della parte dell'interazione debole dell'Hamiltoniana: esso interagirà in modo definito con i bosoni W+, W- e Z. D'altronde un fermione di massa costante (uno stato proprio della cinetica e delle parti dell'interazione forte dell'Hamiltoniana) è normalmente una sovrapposizione di vari sapori. Ciò significa che il contenuto di sapore di uno stato quantico può cambiare mentre si propaga liberamente. La trasformazione da sapore a massa di base per i quark è data dalla cosiddetta matrice di Cabibbo-Kobayashi-Maskawa (matrice CKM). Pertanto, per definizione, questa matrice definisce la forza dei cambiamenti di sapore a seconda delle interazioni deboli dei quark.
La matrice CKM permette la violazione CP se vi sono almeno tre generazioni. Il rapporto con il problema della CP forte è analizzato in un altro articolo.

### Antiparticelle ed adroni
I numeri quantici di sapore sono additivi (si sommano) e quindi le antiparticelle hanno sapore di uguale grandezza ma di segno opposto. Per esempio, il positrone (che è l'antiparticella dell'elettrone) ha l = -1 e Q = 1. Gli adroni ereditano il loro numero quantico di sapore dai sapori dei quark che li compongono: questa è la base della classificazione del modello a quark. Le relazioni tra ipercarica, carica elettrica e altri numeri quantici di sapore valgono per gli adroni come per i quark.

## Cromodinamica Quantistica
Come accennato nell'introduzione, nella QCD la simmetria di sapore è strettamente correlata con la simmetria di chiralità. Questo argomento si comprende più facilmente insieme a quello sulla chiralità.
I sei sapori di quark della cromodinamica quantistica hanno massa diversa e per questo motivo non sono intercambiabili. Due di questi sapori, up e down, hanno massa quasi uguale e nei loro confronti la teoria ha una simmetria approssimativa SU(2). In talune circostanze particolari si possono considerare i sapori Nf quasi degenerati e si ottiene un'effettiva simmetria di sapore SU(Nf).
In altre circostanze la massa dei quark può essere trascurata. In questo caso ogni sapore di quark possiede una simmetria chirale così che si possono eseguire trasformazioni di sapore sui quark sinistrorsi e sui quark destrorsi. Il gruppo di sapore è in questo caso un gruppo di chiralità {\displaystyle SU_{L}(N_{f})\times SU_{R}(N_{f})}.
Se tutti i quark avessero massa uguale, questa simmetria chirale sarebbe rotta dalla simmetria vettoriale del gruppo diagonale di sapore che coinvolge la stessa trasformazione nelle due elicità dei quark. Questa riduzione della simmetria è detta rottura della simmetria esplicita. L'entità di questa rottura è controllata dalle masse dei quark nudi nella QCD.
Anche se i quark fossero senza massa, la simmetria di sapore potrebbe rompersi spontaneamente se per qualche motivo il vuoto della teoria contenesse un condensato chirale (detto anche condensato fermionico o condensato di quark). Ciò aumenta la probabilità che i quark abbiano effettivamente una massa, spesso identificata nella QCD con la massa di valenza di quark.

### Simmetria della QCD
L'analisi sperimentale indica che le masse di quark nudi dei sapori leggeri di quark sono molto più piccole della scala di QCD (cioè della quantità Λ o ΛQCD) e da questo momento la simmetria chirale del sapore è una buona approssimazione alla QCD. Il successo della teoria della perturbazione chirale e ancor di più dei modelli chirali semplici deriva da questo fatto. Le masse di valenza dei quark estratte dal modello dei quark sono molto più grandi della massa del quark nudo. Questo significa che la QCD ha una rottura spontanea della simmetria chirale con formazione di un condensato chirale. Un altro tipo di fase della QCD (la matrice di quark) può rompere le simmetrie chirali di sapore in altri modi.

## Leggi di conservazione
I numeri di sapore quantico che devono essere assolutamente conservati sono:
- la carica elettrica Q;
- la differenza tra il numero barionico e il numero leptonico: chiamato numero B-L.

Tutti gli altri numeri quantici di sapore sono violati dalle interazioni deboli mediante anomalie chirali. Le interazioni forti conservano tutti i sapori.